# Sequestro di Pietro Costa

Pietro Costa immediatamente dopo la sua liberazione, con la barba lunga

Il sequestro di Pietro Costa fu compiuto dalla colonna genovese delle Brigate Rosse all'inizio del 1977 allo scopo di ottenere denaro per autofinanziamento.

## Contesto storico
Nel 1977 le Brigate Rosse, ormai sviluppatesi come organizzazione clandestina, avevano ampliato le loro attività, includendo azioni finalizzate all'autofinanziamento, inizialmente limitate a rapine in banca. Il sequestro dell'imprenditore genovese si deve inquadrare nel contesto di questa attività per la ricerca di una più sostanziosa somma di denaro; il denaro ottenuto dal riscatto (un miliardo e mezzo di lire) sarebbe stato utilizzato per alcuni anni per finanziare le azioni delle Brigate Rosse, tra cui i 50 milioni di lire per l'acquisto dell'appartamento di via Camillo Montalcini 8 a Roma, dove venne tenuto prigioniero Aldo Moro per il periodo del suo sequestro. Un precedente sequestro di persona, operato nel 1975, rapendo l'industriale Vittorio Vallarino Gancia, era durato due giorni terminando con un violento scontro a fuoco coi carabinieri, la liberazione del rapito, la morte dell'appuntato dei carabinieri Giovanni D'Alfonso, il grave ferimento di altri due carabinieri, tra cui il tenente Umberto Rocca e l'uccisione di Margherita Cagol.

## Il sequestro
Pietro Costa, nato a Genova il 27 dicembre 1935, è un ingegnere navale, figlio di Giacomino Costa, membro della storica famiglia di armatori liguri, proprietaria della Costa Crociere, fondata da Giacomo Costa nel 1854.
Il rapimento avvenne a Spianata Castelletto alle 19:30 del 12 gennaio 1977 mentre l'imprenditore ritornava a casa, ad opera di sei brigatisti, che lo caricarono su una Fiat 132 bianca.
Durante il suo sequestro il rapito fu tenuto prigioniero in una casa in via Pomposa, vestito con una tuta e legato al suo giaciglio con due catene, dentro una tenda installata entro una stanza insonorizzata, sotto la custodia del brigatista Riccardo Dura che non si mosse dall'abitazione.
Costa rimase prigioniero per 81 giorni, quando, dopo il pagamento del riscatto, le Brigate Rosse lo liberarono la domenica del 3 aprile.
Costa fu liberato da Dura e da Moretti che, alle cinque della mattina, lo fecero rivestire con gli abiti che indossava il giorno del rapimento e, dopo avergli messo un paio di occhiali da sole davanti a due batuffoli di ovatta per bendare gli occhi, lo trasportarono in auto per circa mezz'ora, facendogli fare dei giri viziosi per confonderne l'orientamento. Venne infine liberato, legato con catene e lucchetti accanto a un casolare abbandonato, in salita Bersezio nel quartiere genovese di Rivarolo, facendolo ritrovare alle sette della mattina da una donna uscita con il cane.
In una tasca aveva un volantino di rivendicazione del gesto da parte delle Brigate Rosse; altre quattro copie del volantino furono fatte ritrovare poche ore dopo entro una cabina telefonica in piazza Barabino a Sampierdarena. Si trattò della prima rivendicazione brigatista di un'azione tipica della criminalità comune, senza una diretta finalità politica. Il fatto venne così commentato da Mario Moretti: Rivendichiamo il sequestro subito dopo il rilascio. Facciamo non solo un volantino ma un opuscoletto, tanto ci preme spiegare il significato di questa pratica...  Il denaro ottenuto attraverso il sequestro Costa sarà diviso fra le varie colonne, investito nell'acquisto di case e armi e consentirà di sostenere i costi legati all'organizzazione di azioni armate... Il miliardo e mezzo di Costa ci bastò per quattro anni, praticamente fino al mio arresto, nell'81.
Mentre veniva fatto rivestire per la sua liberazione, gli venne riconsegnato il portafoglio e Costa ebbe lo spirito di controllare cosa contenesse, lamentandosi per la mancanza di un biglietto del bus ancora valido, provocando la reazione di Dura, il cui ricordo si diffuse come aneddotica militante fra i gruppi brigatisti con l'epiteto di "incazzatura del Dura", per le seguenti ragioni descritte da Patrizio Peci, che l'aveva appresa a sua volta: "Costa forse faceva lo spiritoso forse era una questione di principio o forse era semplicemente genovese, fatto è che se l’è vista brutta perché il pensiero dei compagni è stato: ma come, adesso che hai pagato ti senti di nuovo il padrone, te la prendi con noi, ci accusi di aver rubato e ricominci a dare ordini! Non sei ancora uscito da casa nostra e già imposti la questione in questi termini? Come minimo poteva prendersi due schiaffoni" e il commento di Moretti: "Questa è la borghesia genovese". Quasi a discolparsi Costa spiegherà che "non di un biglietto del bus si trattava, ma di una tessera di riconoscimento per entrare in porto".
Durante la prigionia di Pietro Costa, il padre Giacomino Costa, già ricoverato prima del sequestro,  morì all'ospedale Galliera il 13 marzo 1977. Il carceriere Riccardo Dura morì in un conflitto a fuoco con i Carabinieri il 28 marzo 1980 durante l'irruzione di via Fracchia 12 a Genova. Mario Moretti fu arrestato il 4 aprile 1981, a Milano, da un agente del Sisde disarmato.